# Aleksandr Vasilyevich Kolchak
Aleksandr Vasiliyevich Kolchak (tiếng Nga: Алекса́ндр Васи́льевич Колча́к, 16 tháng 11 [lịch cũ 4 tháng 11] năm 1874-7 tháng 2 năm 1920) là một chỉ huy hải quân Nga, người thám hiểm Bắc cực và đầu sau đó là chỉ huy tất cả các lực lượng Bạch vệ tham gia các trận đánh chống lại chính quyền Bolshevik ở Xibia rồi nhanh chóng trở thành nhà cầm quyền ở nước Nga trước khi bị bắt và xử tử. Ông cũng là một chuyên gia nổi tiếng về ngư lôi và là thành viên của Hiệp hội địa lý Nga.  
Trong số các giải thưởng dành cho Kolchak có Gươm vàng quản cảm St George vì hành động của mình trong hải chiến cảng Lữ Thuận và Huy chương Constantine vàng vĩ đại từ Hiệp hội Địa lý Nga. Bản đồ Liên Xô mô tả đảo Kolchakn cho đến khi giữa những năm 1930.

## Tiểu sử

### Cuộc đời và sự nghiệp
Kolchak sinh ra ở Sankt-Peterburg vào năm 1874 trong một gia đình quân sự. Cha ông là một thiếu tướng pháp binh hải quân về hưu, người đã tích cực tham gia vào các cuộc bao vây Sevastopol từ năm 1854-55 và sau khi nghỉ hưu ông làm việc như một kỹ sư trong xưởng quân nhu gần St Petersburg. Kolchak được giáo dục cho để theo nghiệp hải quân, tốt nghiệp từ Trường thiếu sinh quân Hải quân Quân đoàn vào năm 1894 và gia nhập Hải quân Tiểu đoàn thứ 7 của thành phố. Anh nhanh chóng chuyển đến Viễn Đông, phục vụ tại Vladivostok 1895-1899. Ông trở về phía tây nước Nga và công tác tại Kronstadt, tham gia các đoàn thám hiểm Bắc cực của Eduard Toll trên Zarya tàu vào năm 1900 với vai trò một nhà thủy văn.